# Eland
L'eland (Taurotragus oryx) també conegut com a antílop del sud o antílop eland, és l'antílop més gros. El seu color és castany clar o groguenc amb algunes ratlles blanques transversals.

## Etimologia
El nom científic de l'eland comú és Taurotragus oryx, compost per tres paraules: tauros, tragos i oryx. Tauros és grec per a un toro o bou, que significa el mateix que el llatí taurus. Tragos és grec per a un mascle de cabra, fent referència al floc de pèl que creix a l'orella de l'eland i la seva semblança amb la barba d'una cabra. Oryx és llatí i grec (genitiu: orygos) per a picot, fent referència a les banyes punxegudes dels antílops nord-africans com l'eland comú i l'oryx amb banyes de l'òrix blanc.
El nom eland és holandès per alces. Té una font bàltica semblant al lituà élnis, que significa "cérvol". Va ser manllevat abans com ellan (francès) a la dècada de 1610 o Elend (alemany). Quan els colons holandesos van arribar a la província del Cap, li van posar el nom d'ant gran i herbívora. En holandès, l'animal s'anomena "antílop d'Eland" per distingir-lo de l'ant, que es troba als boscos boreals del nord.

## Descripció
És una espècie de la família dels bovids i del gènere Taurotragus. Un mascle adult fa uns 1,6 metres d'alçada a l'espatlla (les femelles són 20 centímetres més baixes) i pot pesar fins a 942 kg amb una mitjana de 500-600 kg, 340–445 kg per a les femelles. És el segon antílop més gran del món, sent una mica més petit de mitjana que l'eland gegant. Va ser descrit científicament per Peter Simon Pallas el 1766.
Són característiques les banyes, dirigides cap amunt i enrere i amb forma helicoidal, presents tant en els mascles com en les femelles, si bé aquestes acostumen a tenir-les més llargues i primes. Els mascles es diferencien també per una major grandària del reservori de greix que forma la papada que els penja del coll i la part anterior del pit.

## Habitat
Viuen a les zones estepàries de la sabana de l'Àfrica central i meridional en ramats que es desplacen sota la direcció d'un o dos mascles a la recerca de pastura. L'herba constitueix la part fonamental de la seva dieta, si bé durant l'estació seca mengen també fulles, brots i arbusts. Els espais de distribució poden ser de 200 a 400 km² per a les femelles i les cries i de 50 km² per als mascles.
Generalment els mascles més forts expulsen els altres i els obliguen a formar els seus propis grups quan arriba l'època de zel. Els naixements tenen lloc després d'uns nou mesos de gestació i, habitualment, cada femella pareix una sola cria.
Aquests grans bòvids han estat molt perseguits per aprofitar-ne tant la seva carn com el seu greix. La seva llet té un gust agradable amb un contingut de greix de mantega de l'11 al 17% i es pot emmagatzemar fins a vuit mesos si es prepara correctament, enfront de diversos dies com a la llet de vaca. S'estima que la seva població actual és de 136.000 exemplars. Actualment, però, són criats en captivitat però necessiten grans espais per desplaçar-se. Com a animals domèstics han estat aclimatats amb èxit lluny del seu lloc d'origen, com per exemple a certes zones de l'antiga URSS, on des de finals del segle passat els exploten com a productors de carn i llet.